# لج عشية (خيران المحرق)

تعديل مصدري - تعديل

لج عشية هي إحدى قرى عزلة شرقي الخميسين بمديرية خيران المحرق التابعة لمحافظة حجة، بلغ تعداد سكانها 584 نسمة حسب تعداد اليمن لعام 2004.